# شعبية إجدابيا
| رئيس المجلس البلدي  | حاكم عسكري        |
| عدد السكان          | 250.000 نسم       |
| المساحة             | 91620 كم مربع     |
| الكثافة السكانية    | 1.81 نسمة/كم مربع |
| 12                  |                   |
| الموقع على الإنترنت | اجدابيا أونلاين   |
|                     |                   |

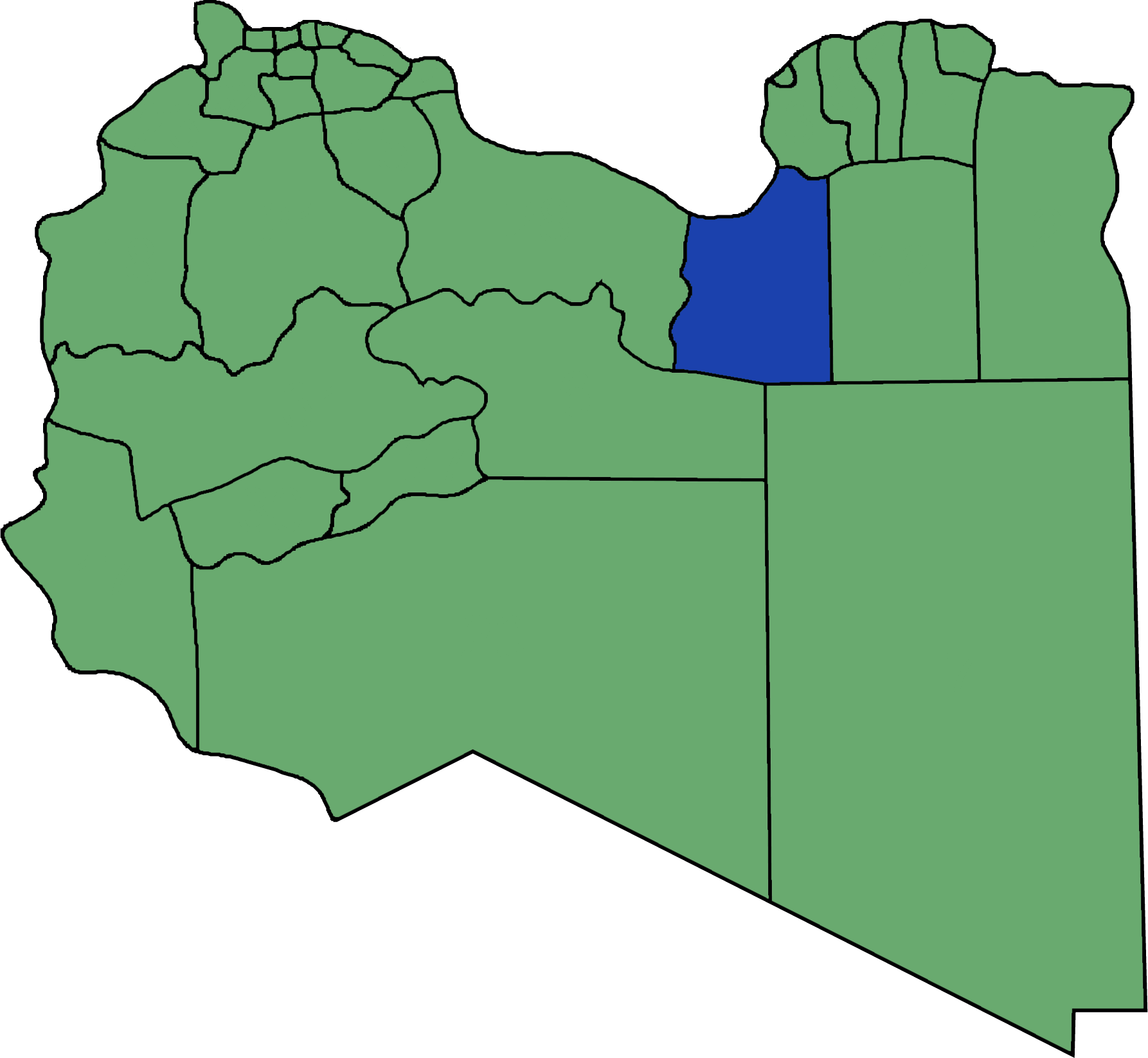

بلدية اجدابيا هي أحد البلديات في ليبيا ومركزها الإداري مدينة إجدابيا
فروع البلدية
- - إجدابيا الشرقية
- إجدابيا الغربية
- إجدابيا الشمالية
- البريقة الجديدة
- بشر
- سلطان
- العرقوب
- العقيلة
- البيضان
- أنتلات
- مرسى البريقة
- الزويتينة
- القنان
- الخمسين

‌